# Arthur Van Huffelen
Arthur Marie Fideel Van Huffelen (Vrasene, 14 augustus 1884 - Antwerpen, 8 december 1944) was een Belgisch arts en bestuurder.

## Levensloop
Hij studeerde geneeskunde aan de Katholieke Universiteit Leuven, alwaar hij betrokken raakte in de Katholieke Vlaamse Studentenbeweging, meer in het bijzonder bij de Algemeene Katholieke Vlaamsche Hoogeschooluitbreiding, waarvan hij later voorzitter werd. Na zijn studies werkte hij als assistent in de gynaecologische afdeling van professor Schockaert te Leuven. 
Op 20 februari 1913 stichtte hij samen met zijn zuster Eleonore van Huffelen de vereniging voor ziekenverpleging "Het Wit Kruis" te Antwerpen. Tijdens de Eerste Wereldoorlog was hij arts in De Panne, nadien werd hij in het Stuivenberggasthuis in Antwerpen afdelingshoofd. Ook was hij een belangrijke kracht achter de Katholieke Vlaamse Volkshogeschool, vanuit deze hoedanigheid was hij medeauteur van het Leerboek der ziekenverpleging, dat lange tijd een standaardwerk bleef.
Binnen de Antwerpse afdeling van het Davidsfonds behoorde Van Huffelen tot de nieuwe generatie, die na 1919 zeer actief was. Vaak bekritiseerde hij het oude hoofdbestuur, waarin hij als vertegenwoordiger en later voorzitter van de Antwerpse afdeling zitting had. Door zijn betrokkenheid bij zowel het Davidsfonds als de Hogeschooluitbreiding kon hij een samenwerking tussen beide organisaties bewerkstelligen. Dit uitte zich bijvoorbeeld in het gezamenlijk uitgeven van het blad Leiding (1928-1929). Op 26 januari 1936 was Van Huffelen medeondertekenaar van een open brief van Vlaamse intellectuelen-oud-strijders, waarin gepleit werd voor een Vlaamsche Concentratie en voor "Los van Frankrijk" (leuzen). 
In 1931 volgde hij Jan Laureys op als voorzitter van Het Vlaamse Kruis. Tijdens de Tweede Wereldoorlog leidde hij de gesprekken over een mogelijke fusie tussen deze organisatie en het Rode Kruis van België en werd hij daarnaast ondervoorzitter van Winterhulp. Hij kwam in 1942 in directe aanvaring met het Vlaamsch Nationaal Verbond, omdat hij van mening was dat een bestuurslid van Het Vlaamse Kruis niet tegelijk ook een politieke functie mocht uitoefenen. Na de oorlog ontving hij enkele anonieme dreigementen, maar werd niet veroordeeld. Na zijn overlijden in december 1944 volgde zijn zoon Werner hem, als voorzitter van Het Vlaamse Kruis, op.

## Gooreind - kasteel Posterijhof
Op 9 juli 1934 kocht dr. Van Huffelen een domein te Gooreind met oppervlak van in totaal 17 ha 14 a 22 ca voor de som van 805.265 fr. (notaris de Ridder). Het domein werd bij deze akte beschreven als “bouwgrond , hoeve met woonhuis, kasteel, fruit- en moestuin, park, vijver en schaarhout” en omvatte het kasteel Posterijhof, dat in 1912 door Theophiel Verellen gebouwd werd als buitenverblijf. In hetzelfde jaar, op 28 december 1934 kocht hij nog 3 ha 65 a 03 ca bos bij voor 40.000 fr. (notaris van Olmen), zodat deze eigendom in totaal 20 ha 79 a 25 ca groot werd.

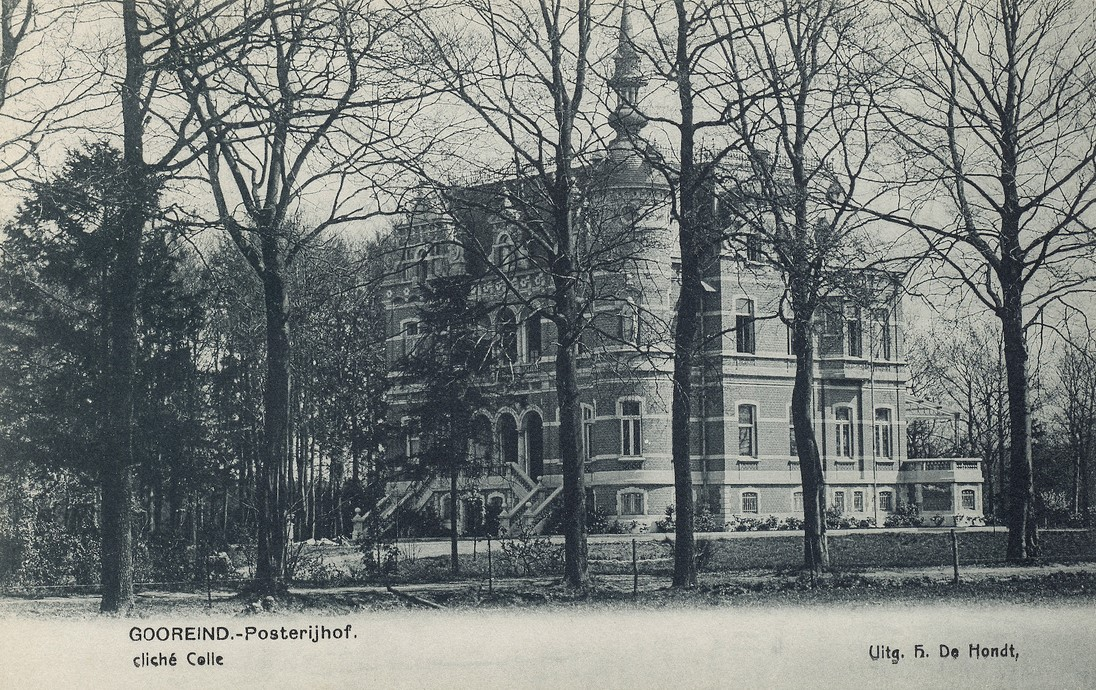
Kasteel Posterijhof - Gooreind

In 1944 werd bij de bevrijding door de Engelsen het kasteel Posterijhof verwoest. Het kasteel in puin tezamen met hoeve en bijgebouwen, moes- en lusttuin, vijver, bos en weiland werd op 8 juli 1953, enkele jaren na het overlijden van dr. Van Huffelen, publiek verkocht aan Frans en Maria Van den Buys-Van Looveren en Alfons en Aloïs Van Looveren voor 1.979.160 fr.